# Turmhügel Mainbach
Der Turmhügel Mainbach ist eine abgegangene spätmittelalterliche Turmhügelburg (Motte) etwa 950 Meter nordnordöstlich der Kirche St. Ulrich in Mainbach, einem Ortsteil der Gemeinde Unterdietfurt im Landkreis Rottal-Inn in Bayern. Die Anlage wird als Bodendenkmal unter der Aktennummer D-2-7541-0027 im Bayernatlas als „Turmhügel des späten Mittelalters“ geführt.

## Beschreibung
Der Turmhügel liegt im Waldgebiet Buchstall 560 östlich des Mainbachs, einem linken Zufluss der Rott. 
Von der ehemaligen Mottenanlage ist noch der kegelförmige Turmhügel mit einem 1,5 Meter tiefen Ringgraben erhalten.